# The Sound of ’65
The Sound of '65 — дебютный студийный альбом британской группы The Graham Bond Organisation, вышедший в марте 1965 на лейбле Columbia Records. Крис Уэлш, музыкальный критик журнала Melody Maker, назвал его одним из наиболее значительных и влиятельных альбомов 1960-х годов. В записи альбома приняли участие Грэм Бонд (вокал, альт-саксофон , орган Hammond B-3 и меллотрон ), Джек Брюс (вокал, акустическая и электрическая бас-гитара, губная гармошка), Дик Хекстолл-Смит (тенор и сопрано-саксофон) и Джинджер Бейкер (ударные)

## Об альбоме
Крис Уэлч из Melody Maker предположил, что The Sound of '65 «возможно, был величайшим альбомом шестидесятых» и «одним из самых захватывающих и влиятельных альбомов своего времени», учитывая уважение, которое ему оказали такие знаменитости, как Стив Уинвуд и Билл Бруфорд. Этот альбом, а также второй и последний альбом группы There's a Bond Between Us теперь считаются «обязательными для прослушивания для всех, кто серьезно интересуется британским блюзом, ранним звучанием The Rolling Stones или историей популярной музыки в Англии или Америке конца 50-х и начала 60-х годов», а также известен поклонникам Cream, к которой ритм-секция Бонда присоединилась в следующем году.

## Список композиций
Сторона А
1. «Hoochie Coochie Man» (Willie Dixon) — 3:11
2. «Baby Make Love to Me» (Janet Godfrey, John Group) — 1:49
3. «Neighbour, Neighbour» (Alton Joseph Valier) — 2:37
4. «Early in the Morning» (Traditional, arranged by Group) — 1:47
5. «Spanish Blues» (Graham Bond) — 3:03
6. «Oh Baby» (Bond) — 2:39
7. «Little Girl» (Bond) — 2:11

Сторона Б
1. «I Want You» (Bond) — 1:43
2. «Wade in the Water» (Traditional, arranged by Group and Paul Getty) — 2:39
3. «Got My Mojo Working» (McKinley Morganfield) — 3:08
4. «Train Time» (Group) — 2:21
5. «Baby Be Good to Me» (Godfrey, Group) — 2:21
6. «Half a Man» (Bond) — 2:02
7. «Tammy» (Jay Livingston, Ray Evans) — 2:46

## Участники записи
- Грэм Бонд — орган Хаммонда, вокал, меллотрон, саксофон
- Дик Хекстолл-Смит — тенор-саксофон
- Джек Брюс — бас, губная гармоника
- Джинджер Бейкер — ударные